# 목동 신시가지 건설 사업
목동 신시가지 건설 사업은 1980년부터 1988년까지 대한민국 서울특별시 강서구 (현재 양천구) 목동과 신정동에서 진행된 대규모 주택 건설 사업이다. 목동 신시가지아파트 1단지가 1985년에 최초로 입주하였다.
대우, 롯데, 현대, 삼성, 선경(현 SK) 등 민영 건설사가 시공하였다. 신시가지 내에 열병합 발전소가 위치하고 있어서 신시가지 내의 모든 가구에 지역 난방을 공급하고 있다. 신시가지를 관통하는 목동 중심축 도로(목동동로, 목동서로)는 전부 다 일방 통행으로 되어 있으며, 자전거 전용 도로까지 구비되어 있다.

## 사업 현황
| 법정동 | 단지   | 시공사(도급 업체)                | 입주년도 | 초등학교         |
| ------ | ------ | -------------------------------- | -------- | ---------------- |
| 목동   | 1단지  | 삼성건설(현 삼성물산)            | 1985년   | 월촌초등학교     |
| 목동   | 2단지  | 유원건설(현 호반건설)            | 1986년   | 월촌초등학교     |
| 목동   | 3단지  | 대우건설                         | 1986년   | 영도초등학교     |
| 목동   | 4단지  | 롯데건설                         | 1986년   | 영도초등학교     |
| 목동   | 5단지  | ㈜삼환                           | 1986년   | 경인초등학교     |
| 목동   | 6단지  | 현대건설                         | 1986년   | 경인초등학교     |
| 목동   | 7단지  | 광주고속(현 금호건설)            | 1988년   | 서울서정초등학교 |
| 목동   | 7단지  | 경남기업                         | 1988년   | 서울서정초등학교 |
| 목동   | 7단지  | 한일건설(현 한진중공업 건설부문) | 1988년   | 서울서정초등학교 |
| 목동   | 7단지  | 경향건설                         | 1988년   | 서울서정초등학교 |
| 신정동 | 8단지  | 미륭건실(현 동부건설)            | 1987년   | 서울서정초등학교 |
| 신정동 | 9단지  | 극동건설                         | 1987년   | 서울신서초등학교 |
| 신정동 | 9단지  | 삼익건설                         | 1987년   | 서울신서초등학교 |
| 신정동 | 10단지 | ㈜삼호(현 DL건설)                | 1987년   | 서울양명초등학교 |
| 신정동 | 11단지 | 남광토건                         | 1988년   | 계남초등학교     |
| 신정동 | 11단지 | 진흥기업                         | 1988년   | 계남초등학교     |
| 신정동 | 12단지 | 금강개발(현 KCC건설)             | 1987년   | 계남초등학교     |
| 신정동 | 13단지 | 선경건설(현 SK건설)              | 1987년   | 서울갈산초등학교 |
| 신정동 | 14단지 | 미성건설, ㈜한양                 | 1988년   | 서울신목초등학교 |